# قيزيق فجري ديغاتي
القيزيق الفجري الديغاتي (الاسم العلمي:Eocyzicus digueti) (بالإنجليزية: common clam shrimp)‏ هو نوع من الحيوانات يتبع جنس القيزيق الفجري من فصيلة القيازق.